# Praealticus caesius
Praealticus caesius är en fiskart som först beskrevs av Seale, 1906.  Praealticus caesius ingår i släktet Praealticus och familjen Blenniidae. Inga underarter finns listade i Catalogue of Life.